# Arrowhead Game Studios
Arrowhead Game Studios est un studio suédois de développement de jeux vidéo indépendant. 

## Histoire
Arrowhead Game Studios est fondé en 2008 par un groupe d'étudiants de l'Université de technologie de Luleå étudiant à Skellefteå. L'entreprise a progressivement déménagé à Stockholm de 2011 à 2012. 
Leur premier jeu, Magicka, remporte le prix du jeu vidéo de l'année aux Swedish Game Awards (en) de 2008,. Magicka est sorti en 2011, publié par Paradox Interactive, après la signature d'un contrat avec l'éditeur en 2009.
Dans les années suivantes, Arrowhead Game développe The Showdown Effect, un jeu d'action multijoueur en 2,5D inspiré des films d'action des années 1980 et 1990, pour lequel ils ont de nouveau collaboré avec Paradox Interactive pour le publier en 2013, et Gauntlet, un jeu d'action de donjons coopératif, qui est publié par Warner Bros. Games en 2014.
Par la suite, le studio développe, Helldivers, un shoot 'em up coopératif en perspective isométrique, publié par Sony Computer Entertainment sur PlayStation 3, PlayStation 4, PlayStation Vita et Windows. Enfin, Helldivers 2 est la suite, qui contrairement au premier opus, est un jeu de tir coopératif à la troisième personne. Le jeu est édité par Sony Interactive Entertainment et est sorti en 2024 sur PlayStation 5 et Windows.
En 2023, le studio emploie environ 100 personnes.

## Jeux développés
| Date | Titre               | Genre                           | Éditeur                        | Plates-formes                                           |
| ---- | ------------------- | ------------------------------- | ------------------------------ | ------------------------------------------------------- |
| 2011 | Magicka             | Action-aventure                 | Paradox Interactive            | Windows                                                 |
| 2013 | The Showdown Effect | Action                          | Paradox Interactive            | Windows, OS X                                           |
| 2014 | Gauntlet            | Hack 'n' slash, dungeon crawler | Warner Bros. Games             | Windows, PlayStation 4                                  |
| 2015 | Helldivers          | Shoot 'em up                    | Sony Computer Entertainment    | Windows, PlayStation 3, PlayStation 4, PlayStation Vita |
| 2024 | Helldivers 2        | Tir à la troisième personne     | Sony Interactive Entertainment | Windows, PlayStation 5, Xbox Series                     |

## Récompense
En 2008, Magicka remporte le prix du jeu vidéo de l'année aux Swedish Game Awards (en),.